# Holly Deveaux
Holly Deveaux (Toronto, 1994) é uma atriz canadense, conhecida pela participação na série Hemlock Grove.